# Список земноводних Росії
Фауна Росії нараховує 30 родів земноводних.

## Список

### РядCaudata

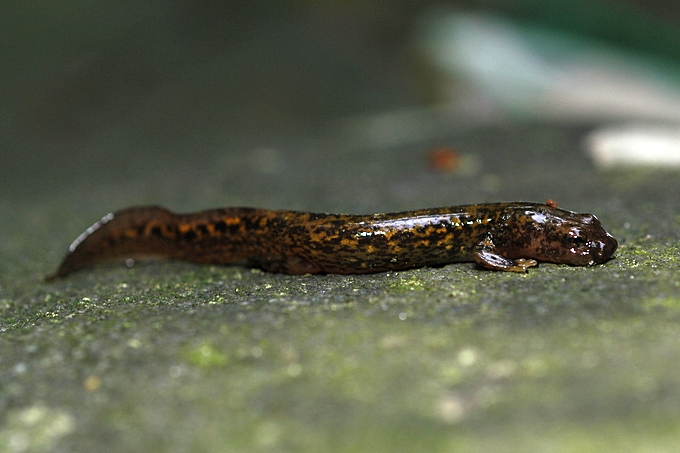
Уссурійський тритон

Тритон Кареліна

#### РодинаКутозубі тритони
- - Рід Саламандрелла
    - Сибірський кутозуб (Salamandrella keyserlingii)
    - Salamandrella schrenckii[en] (Salamandrella schrenckii)

  - Рід Пазуристий тритон
    - Уссурійський тритон (Onychodactylus fischeri)

#### РодинаСаламандрові
- - Рід Малий тритон
    - Тритон звичайний (Lissotriton vulgaris)

  - Рід Облямований тритон
    - Малоазійський тритон (Ommatotriton vittatus)

  - Рід Великий тритон
    - Тритон гребінчастий (Triturus cristatus)
    - Тритон Кареліна (Triturus karelinii)

### РядБезхвості

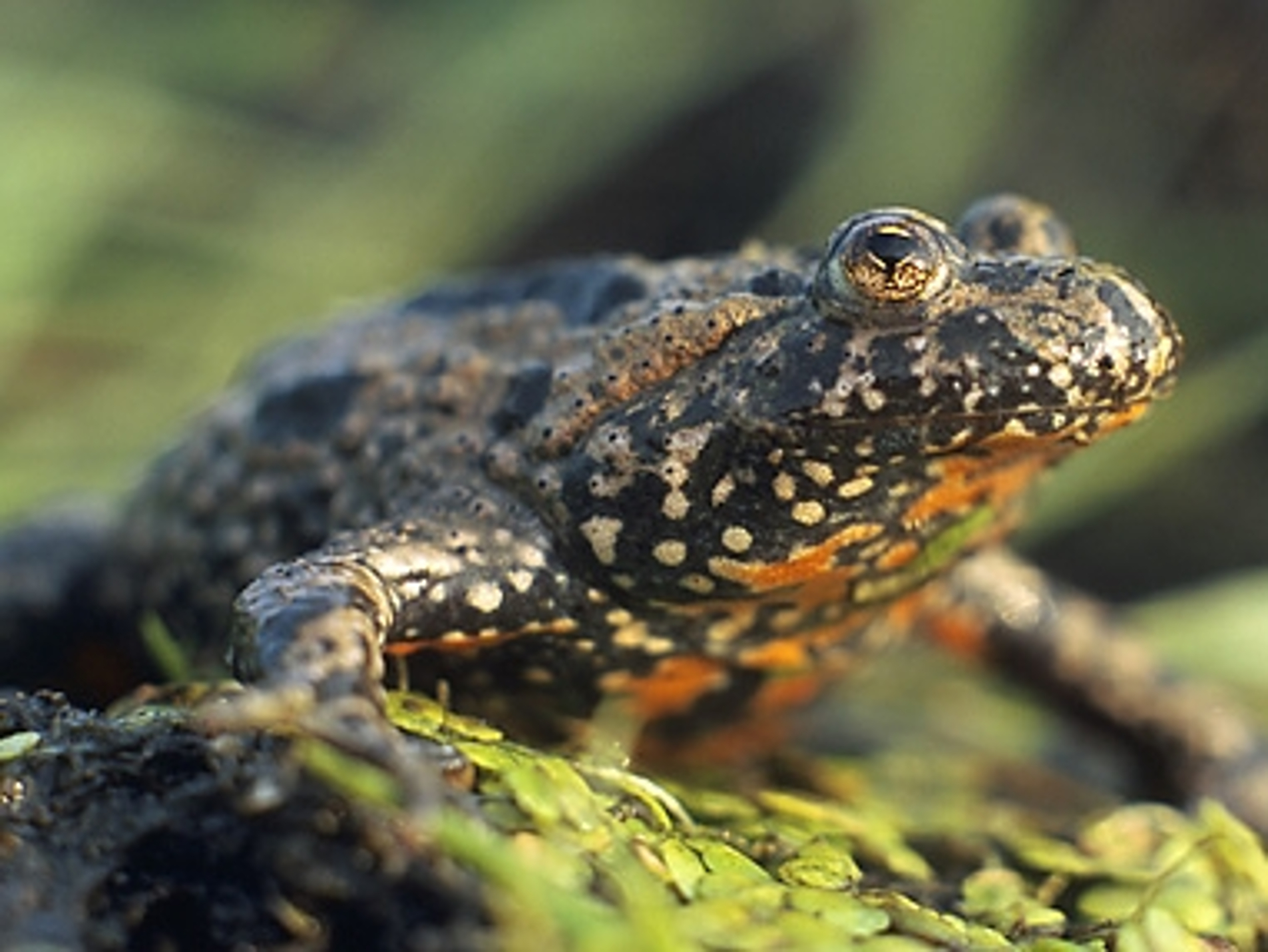
Кумка червоночерева

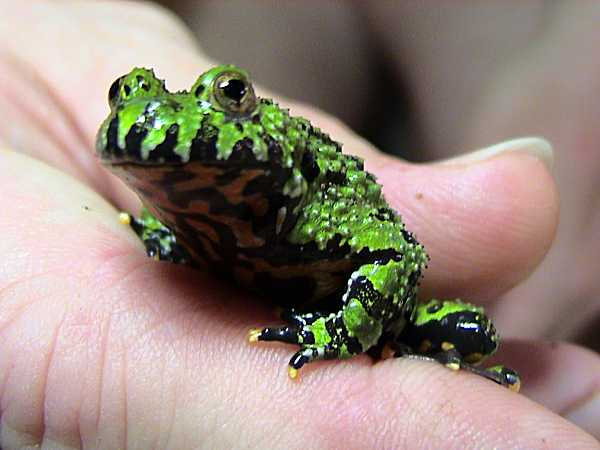
Кумка східна

#### РодинаКумкові
- - Рід Кумка
    - Кумка червоночерева (Bombina bombina)
    - Кумка східна (Bombina orientalis)

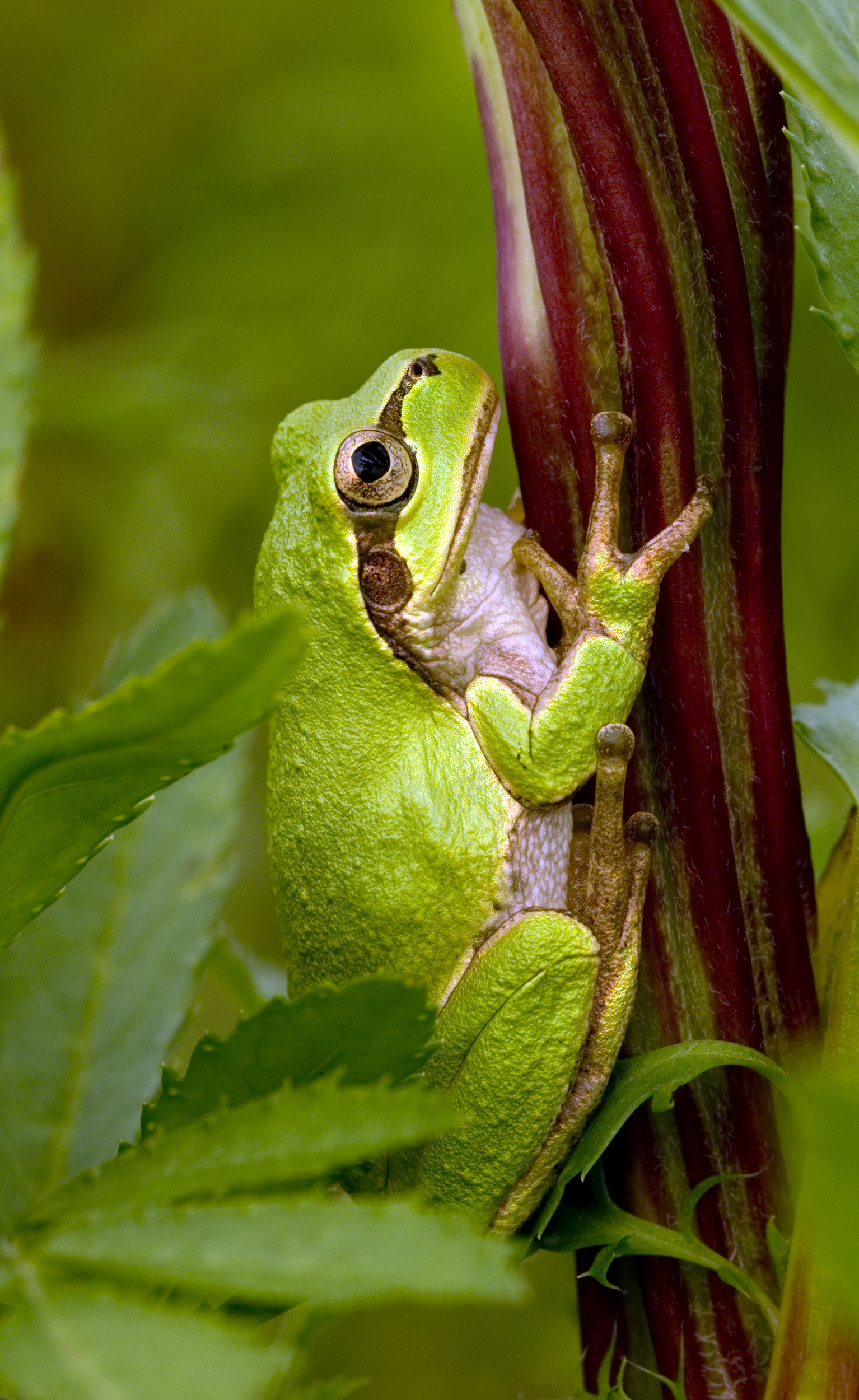
Райка японська

#### РодинаЧасничницеві
- - Рід Часничницеві
    - Часничниця звичайна (Pelobates fuscus)
    - Pelobates syriacus (Pelobates syriacus)

#### РодинаМулова жаба
- - Рід Мулова жаба
    - Мулова жаба кавказька (Pelodytes caucasicus)

#### РодинаРопухові
- - Рід Ропуха
    - Ропуха звичайна (Bufo bufo)
    - Ропуха кавказька (Bufo verrucosissimus)
    - Ропуха азійська (Bufo gargarizans)
    - Ропуха зелена (Bufo viridis)
    - Ропуха очеретяна (Bufo calamita)
    - Ропуха монгольська (Bufo raddei)

#### РодинаРайкові
- - Рід Райка
    - Райка деревна (Hyla arborea)
    - Райка японська (Hyla japonica)

#### РодинаЖаб'ячі
- - Рід Бура жаба
    - Жаба трав'яна (Rana temporaria)
    - Жаба гостроморда (Rana arvalis)
    - Жаба довгонога (Rana macrocnemis)
    - Жаба сибірська (Rana amurensis)
    - Жаба Дибовського (Rana dybowskii)
    - Rana pirica[en] (Rana pirica)

  - Рід Зелена жаба
    - Жаба озерна (Pelophylax ridibundus)
    - Ставкова жаба (Pelophylax lessonae)
    - Жаба їстівна (Pelophylax kl. esculentus)
    - Жаба чорнопляма (Pelophylax nigromaculatus)